# Марчак Віталій Андрійович
Марчак Віталій Андрійович (21 жовтня 1994, с. Качанівка — 14 грудня 2017, у м. Яворів, Львівська область, Україна — український військовик, старший навідник 24-ї окремої механізованої бригади (Яворів), загинув у ДТП.

## Життєпис
Марчак Віталій Андрійович народився 21 жовтня 1994 року у с. Качанівка. У батьків Андрія та Оксани він був первенцем. У 2012 році закінчив Качанівську загальноосвітню школу І-ІІІ ступенів та вступив у Волочиський промислово-аграрний професійний ліцей. У 2013 році здобув кваліфікацію «токаря». Почав працювати на Волочиському машинобудівному заводі «Мотор Січ».
Пропрацювавши декілька місяців, вступив на службу по контракту у 24-у окрему механізовану бригаду (Яворів). Як навідник гаубиці, брав участь у війні на сході України на території Луганської області. По заверженню трьох років контракту був відправлений на навчання на командира гаубичного розрахунку та успішно пройшов курси у листопаді-грудні 2017 року.
Трагічно загинув у ДТП 14 грудня 2017 у м. Яворів, Львівська область. Панахиду за Віталієм 15 грудня відслужили о. Ростислав та о. Іван. Похорон відбувся у с. Качанівка 16 грудня 2017 із належними військовими почестями.

## Вшанування
На першу річницю трагічної смерті Віталія Марчака у рідній школі було відкрито пам'ятну дошку.
14 грудня 2022 року, на п'яту річницю смерті Марчака Віталія Андрійовича, у школі пройшов мітинг-реквієм — «Свіча пам'яті ніколи не згасне»().